# Hard Promises
Hard Promises é o quarto álbum de estúdio de Tom Petty and the Heartbreakers, lançado em 5 de maio de 1981 pela Backstreet Records.

## História
Seu título original de trabalho era Benmont's Revenge, referindo-se ao tecladista da banda, Benmont Tench. O álbum apresenta vocais convidados de Stevie Nicks, do Fleetwood Mac, no dueto "Insider". Os Heartbreakers também gravaram o hit "Stop Draggin 'My Heart Around" para o álbum de Nicks, Bella Donna, na época em que Hard Promises foi gravado.
Este foi o segundo álbum de Tom Petty na gravadora Backstreet Records. O lançamento do álbum foi adiado, enquanto Petty e seu distribuidor MCA Records discutiram sobre o preço de tabela. O álbum estava programado para ser o próximo lançamento da MCA com o novo preço de tabela de US $ 9,98. O chamado "preço de superestrela" era US $ 1,00 a mais do que o preço de tabela usual de US $ 8,98. Petty expressou suas objeções ao aumento de preços na imprensa e a questão se tornou uma causa popular entre os fãs de música. A não entrega do álbum ou o nome de Eight Ninety-Eight (Oito e Noventa e Oito) foram considerados, mas eventualmente a MCA decidiu contra o aumento de preço.
O título do álbum vem de uma linha no coro de "Insider".
Hard Promises foi o último álbum completo a apresentar o baixista Ron Blair até Mojo, embora ele fizesse participações especiais em Long After Dark e Southern Accents e depois de voltar à banda em 2002, tocou em faixas selecionadas do The Last DJ. Ele foi substituído por Howie Epstein, que continuou a tocar com a banda até sua morte, em 2003.

### Tributo a John Lennon

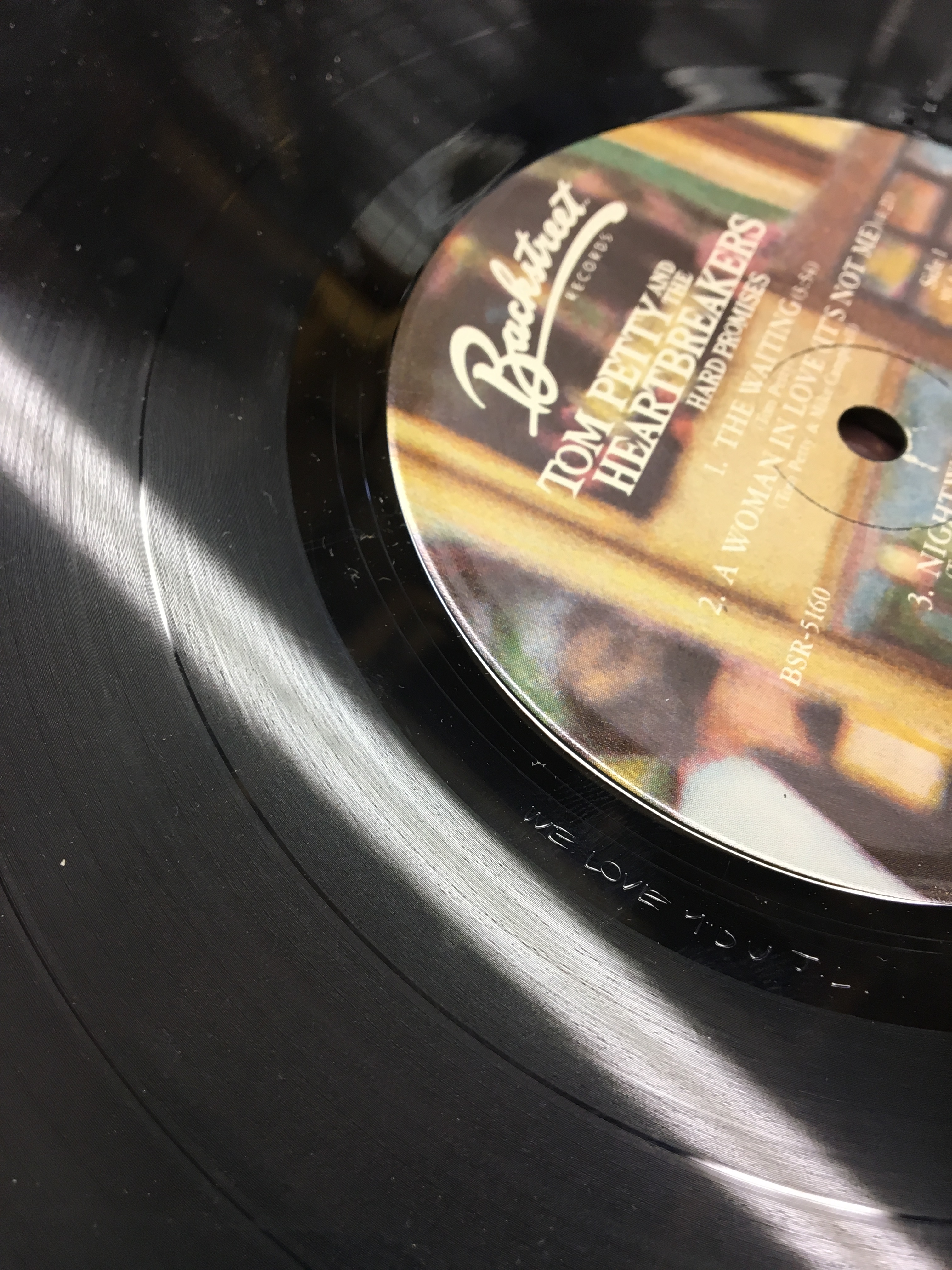
Álbum etch tributo a John Lennon

Durante a gravação do álbum, John Lennon estava programado para estar no mesmo estúdio ao mesmo tempo. Petty estava ansioso para conhecê-lo quando ele entrou. A reunião nunca ocorreu, pois Lennon foi assassinado antes da data de sua visita planejada ao estúdio. Petty e a banda homenagearam o ex-Beatle morto gravando "WE LOVE YOU JL" nas primeiras gravações do Hard Promises nos EUA e no Canadá.

## Lista de músicas
Todas as faixas escritas e compostas por Tom Petty, exceto quando indicado:. 
| Side one |                                 |         |  |
| N.º      | Título                          | Duração |  |
| 1.       | "The Waiting"                   | 3:58    |  |
| 2.       | "A Woman in Love (It's Not Me)" | 4:22    |  |
| 3.       | "Nightwatchman"                 | 3:59    |  |
| 4.       | "Something Big"                 | 4:44    |  |
| 5.       | "Kings Road"                    | 3:27    |  |

| Side two       |                                  |         |  |
| N.º            | Título                           | Duração |  |
| 6.             | "Letting You Go"                 | 3:24    |  |
| 7.             | "A Thing About You"              | 3:33    |  |
| 8.             | "Insider"                        | 4:23    |  |
| 9.             | "The Criminal Kind"              | 4:00    |  |
| 10.            | "You Can Still Change Your Mind" | 4:15    |  |
| Duração total: | Duração total:                   | 39:33   |  |

## Pessoal
Tom Petty and the Heartbreakers
- Tom Petty – vocal e backing vocal, guitarra (acústica, elétrica, 12 cordas, baixo em "Something Big"), piano elétrico em "Something Big"
- Mike Campbell – guitarras (acústica, elétrica, 12 cordas, baixo), harpa automática, acordeão, harmônio
- Benmont Tench – órgão, piano, vocais secundários
- Ron Blair – baixo
- Stan Lynch – bateria, vocal de acompanhamento

Músicos adicionais
- Sharon Celani – vocal de apoio em "Você ainda pode mudar de idéia"
- Donald "Duck" Dunn – baixo em "A Woman in Love"
- Phil Jones – percussão
- Lori Nicks – vocal de apoio em "Insider"
- Stevie Nicks – vocal de apoio em "Insider" e "Você ainda pode mudar de idéia"
- Alan "Bugs" Weidel – piano em "Nightwatchman"

Produção
- Brad Gilderman – engenheiro assistente
- Jimmy Iovine – produtor
- Tom Petty – produtor
- Tori Swenson – engenheiro assistente
- Shelly Yakus – engenheira